# Reimerswiller
Reimerswiller est une ancienne commune française du Bas-Rhin, associée à Betschdorf depuis 1972.

## Politique et administration
| Les données manquantes sont à compléter. |          |                |  |                                   |
| 1971                                     | 1972     | Alfred Haas    |  |                                   |
| Maires délégués                          |          |                |  |                                   |
| 1972                                     | 2001     | Alfred Haas    |  | Maire honoraire                   |
| 2001                                     | 2020     | Laurent Mosser |  | Facteur retraité, maire honoraire |
| 2020                                     | En cours | Éliane Maurer  |  |                                   |

## Démographie
| 1926 | 1936 | 1946 | 1954 | 1962 | 1968 |
| ---- | ---- | ---- | ---- | ---- | ---- |
| 210  | 190  | 205  | 186  | 188  | 182  |